# Vittorio Cristini
Vittorio Cristini (Sora, 24 maggio 1928 – Sora, 29 settembre 1974) è stato un calciatore italiano, di ruolo centrocampista.